# 刘新成
刘新成（1952年—），男，汉族，河北固安人，中华人民共和国历史学者及政治人物，原副国级领导人，中国民主促进会会员。曾任第十三届中国人民政治协商会议副主席、第十届全国政协委员、第十一届、十二届全国人大常委会委员、民进中央常务副主席，以及中国英国史研究会第九届理事会副会长。现任首都师范大学历史学院教授、博士生导师。

## 生平
刘新成毕业于北京师范学院（现首都师范大学）历史系，1985年1月开始在该校历史系任教，1986年评为讲师，1992年评为副教授，1994年评为硕士研究生导师，1995年破格评为教授，1996年1月至1998年9月任首都师范大学历史系主任，1997年评为博士研究生导师，1998年10月至2007年7月任首都师范大学副校长，2007年7月至2013年11月任首都师范大学校长。
2007年6月，刘新成被选为民进北京市委主委，后兼任民进中央副主席。2017年1月，辞去北京市人大常委会副主任。
2017年12月，中国民主促进会第十二次全国代表大会在京闭幕，刘新成当选中国民主促进会第十四届中央委员会常务副主席。2018年1月，当选第十三届全国政协委员。
2018年3月14日，在全国政协十三届一次会议第四次全体会议上，当选为全国政协副主席。
2022年12月，不再担任民进中央常务副主席职务。